# Nazcagent
De Nazcagent (Sula granti) is een vogel uit de familie van genten (Sulidae).

## Verspreiding en eigenschappen
De Nazcagent komt voor in het oosten van de Grote Oceaan, op de Galapagoseilanden maar ook op het atol Clipperton en de Revillagigedo-eilanden bij Baja California. De zeevogel doet aan symbiose met de Vampiergrondvink, die bloed zuigt van de Nazcagent.

## Taxonomie
De Nazcagent werd lang beschouwd als een ondersoort van de maskergent (Sula dactylatra).

## Status
De grootte van de populatie is in 2019 geschat op 20.0000-50.000 volwassen vogels. Op de Rode lijst van de IUCN heeft deze soort de status niet bedreigd.

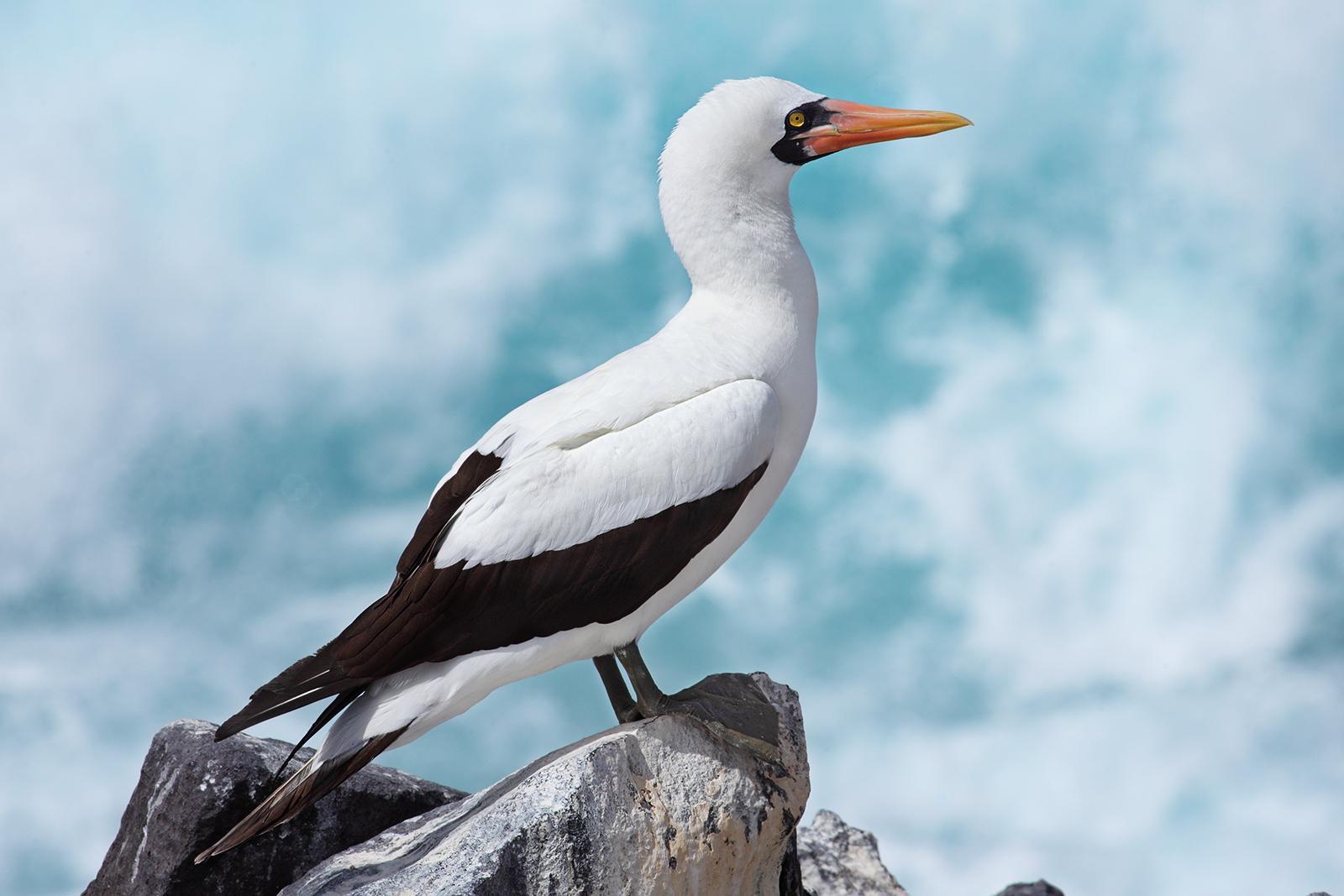
Nazcagent op Española, Galapagoseilanden